# 사미인곡
〈사미인곡〉(思美人曲)은 조선의 문신이자 작가인 정철이 동인들의 공격을 받아 5번째 낙향 때인1585~1589년 사이에 전남 담양에서 지은 가사이다. 정철의 〈사미인곡>는 주로 충신연주지사 라는 관점에서 주로 다루어져 왔다. 충신연주지사는 시가의 한 종류로써, 신하가 임금을 그리워하며 부르는 노래이다. 충신연주지사 전통 교육 내용을 마련할 때는 이별 상황 속 여성 화자가 드러나는 고전시가 작품과 공통점뿐만 아니라 차이점을 강조하여 작품 이해와 학습 활동을 구성해야 한다. 무엇보다도 충신연주지사 속 여성 화자의 모습이 지닌 특이성, 즉 남성 작가가 임금과 신하의 관계를 보여주기 위해 취한 문학 전략이라는 점, 그렇기에 충신연주지사 작품군 속 여성 화자의 모습은 중세 여성의 보편상이 아니라 1/N의 부분에 해당한다는 점이 반드시 고려되어야 한다. <사미인곡>의 '사'는 생각이라는 뜻을 가지며 미인은 아름다운 사람을 의미하는데 우리나라의 사대부들은 미인을 임금의 의미로 주로 사용해왔다. 그 이유는 조선 시대에 임금을 그리는 가사가 많았기 때문이다. 이 작품은 여성 화자를 전면에 내세워, 임금으로 비유되는 '님'에 대한 애틋한 감정을 표출하고 있다. 작가가 남성임에도, 《사미인곡》은 여성 화자를 등장시켜 형상화함으로써 '연군'이라는 주제를 적절히 드러내고 있는 것이 특징이며, <사미인곡>에서 ‘연지분’, ‘홍상’ 등 화자가 여성임을 나타내는 단어들을 통해 화자를 여성으로 등장시켜 작품을 전개하고 있음을 알 수 있다. 연지분, 홍상 이외에도 나위, 슈막,공쟉, 부용, 오색실,금자 등 화자가 여성임을 나타내어 주는 여러 시어들을 작품내에서 찾아볼 수 있다. 또한 부분적으로 한자어가 사용되었지만 전체적으로 뛰어난 우리말의 구사로 우리말의 아름다움을 보여준 작품이다.
이 당시, 시 중에서는 문학적 장치로 여성화자를 사용하는 작품이 많았는데, 이는 주제와 정서를 전달하는데 여성화자의 목소리가 효과적이었기 때문이다. 연군지정을 표현하기 위해 사용되어 자신의 뜻을 더 잘 드러내고, 의도를 적절한 방법으로 전달하는 기능을 했다. <사미인곡> 에서는 여성화자를 설정 함으로써, 이별의 정한/ 그리움을 심화시키고, 독자의 공감대 형성에 도움을 주어 주제전달 효과를 강화했다. 그 전달효과를 나타내기위한 화자가 여성임을 드러내는 소재는 연지분, 오색성, 금자, 홍상 등이 있다. 이러한 효과와 관습이《사미인곡》에 여성화자가 등장하는 계기가 되었음을 추측할 수 있다. 이와 같이 문학적 장치가《사미인곡》과 유사한 작품에는《만분가》,《정과정》과《속미인곡》이 있다. <사미인곡>과 <관동별곡>은 모두 정철이 지은 작품으로, 두 작품 모두 같은 문학적 갈래(가사)에 속한다.
《속미인곡》의 경우에는 임을 연모하고 그리워하는 내재적 정서라는 측면에서 유사하다고 볼 수 있다. 하지만 차이점이 존재하는데, 가장 큰 차이는 여성화자에 대한 묘사의 차이이다. <사미인곡>은 여성의 겉모습, 살고 있는 환경 등에 대한 묘사가 매우 세부적인 반면, <속미인곡>은 여성 주인공 ‘을녀’에 관한 외모나 외부 환경에 대한 묘사가 적고, 화자 을녀의 감정을 드러내는 데에 집중하고 있다. 사대부가 추구하는 우아한 여성 이미지를 묘사하는 것에서 벗어나 인간의 감정표현을 더 집중해서 썼다. 따라서 송강이 <사미인곡>의 여성화자의 외형적인 미에 대해서 힘을 많이 들인 것처럼 결사 부분에서 범나비도 외형적인 미를 가지고 있다. 범나비는 남성의 상징이라는 한국 전통적인 의식을 떠나서 화려한 색깔을 가지고있다. 이는당시 사대부들이 대부분 추구하는 여성미에 대한 묘사법이며, 범나비가 화려한 겉모습을 가진 것은 작중 여성 화자에 대한 묘사와 잘 어울리면서 또 다른 한편으로는 남성적인 심층적 은유 수법으로, 화려한 겉모습과 남성적 의미를 동시에 지닌 이중적인 상징물이다. 송강도 마찬가지로 <사미인곡>에서 이런 묘사법을 드러냈다. 그러나 <속미인곡>은 여성미에 대한 추구를 그만하여 오로지 감정을 표출하는 데에 힘을 들였다.
조위의《만분가》와 정철의《사미인곡》은 외형적으로 유배와 연군을 다룬 서로 다른 유형의 가사로 보이지만, 내용적으로는 두 작품 모두 임금으로부터 억울하게 내쳐져 유배나 은일을 할 수밖에 없다는 한과 애소가 주조를 이루는 동질성을 갖고 있다. 작자는 남성이지만 작품 속에서는 여성화자가 되어 나를 버린 임을 원망하지 않고 언제나 그 임만을 좇겠다는 여필종부적인 사랑을 노래한 연주사로서 두 작품의 정조도 같다.이와 같은 여러 가지 작품창작의 한위와 작품구성, 수사적 측면으로 보아 조위의 만분가는 송강의 사미인곡의 참작에 직간접 적으로 영향을 주었을 것이고 따라서 두 작품의 상관성이 그 만큼 높다.
여성 화자는 이 시에서 떠나간 임을 기다리는 역할로써 나타나는데 이때 다양한 표현을 사용하여 분위기와 감정을 전달하고 있다. 대표적으로 계절을 나타내는 구체적인 표현을 통해 빠르게 흘러가는 시간 앞에 초조해 하는 마음을 실감나게 느끼게 해주며, 계절마다 임에게 보내고 싶은 것을 등장시키는데 이는 모두 임에대한 화자의 마음을 표현한 것으로 임에게 전달될 가능성도 희박하고 전달되더라도 반가워 할지 장담할 수 없다고 표현된다. 또한 광한전이라는 천상의 신성 공간, 광한전의 주인인 신격화된 임으로 설정하고 있는데 시적화자의 마음은 그 신성 공간과 신격화된 임에게로만 향하고 있기 때문에 하계의 모든 현상은 부정적·대립적으로 인식되며 천상과 하계는 단절된 공간이기 때문에 시적화자의 소망이 이루어질 수 없다.
정철은 서인세력이었는데, 당쟁으로 인하여 사헌부와 사간원의 논척을 받고 사직하여 고향인 창평에 머물면서 지은 것이다. 자신을 이별한 남편을 그리워하는 여인에 빗대어 군왕 선조에 대한 그리움을 나타내었다. 서사(緖詞)·춘원(春怨)·하원(夏怨)·추원(秋怨)·동원(冬怨)·결사(結詞)로 구성되어 있다.
홍만종은 《순오지》에서 〈사미인곡〉을 가히 제갈공명의 〈출사표〉에 비길 만하다(可與孔明出師表爲佰仲着也).”라고 하였다. 또한 김만중은 《서포만필》에서 〈사미인곡〉과 〈속미인곡〉, 〈관동별곡〉을 “동방의 이소요, 자고로 우리 나라의 참된 문장은 이 3편뿐이다(松江先生 鄭文淸公 關東別曲 前後思美人歌 乃我東之離騷……自古左海眞文章 只此三編).”이라고 하였다.

## 작품 전개
① 평생을 기약한 임을 이별하고 천상에서 하계에 내려온 시름과 무심한 세월
② 봄에 매화를 보고 임에게 매화를 보내 마음을 전달하고 싶음
③ 긴긴 여름날 임의 옷을 지어 임에게 보내고 싶음
④ 쓸쓸한 가을밤에 달과 별을 보고 그 빛을 임에게 보내고 싶음
⑤ 추운 겨울, 봄볕을 임에게 보내고 싶은 마음과 절절한 외로움
⑥ 임으로 인해 골수에 맺힌 병, 차라리 죽어서 범나비 되어 임 곁에 날아가고 싶음
단락①은 작품 서두로서 천상의 광한전에서 하계로 내려온 시적화자의 정서를 드러낸 부분이다. 단락②, ③, ④, ⑤는 단락①에 이어서 하계에서의 외로움에다 무심한 세월 때문에 느꺼워 하는 시적화자의 모습을 계절의 변화를 통하여 구체적으로 보여주는 대목이다. 단락⑥은 앞의 단락②, ③, ④, ⑤에서 보여 준 바, 임이 없는 하계에서 쏜살같이 지나가는 세월 앞에 절망하는 시적 화자의 모습을 보여주는 작품 결말 부분이다.

## 작품 구성
정철, <사미인곡>
서사 1-대상과의 인연
서사 2-대상과 이별, 그리움
서사 3-세월의 무상감
본사 1 춘원-동풍 불 때 대상에게 매화를 보내고 싶은 마음
2 하원-녹음 한창일 때 대상에게 옷을 지어 보내고 싶은 마음
3 추원-서리 내리고 기러기 날 때 대상에게 밝은 달빛(청광)을 보내고
싶은 마음
4 동원-백설 내릴 때 대상에게 밝은 햇볕(양광)을 보내고 싶은 마음
결사 –대상을 향한 변함 없는 마음(일방적인 그리움, 소극적 애정 표시)

## 같이 보기
- 관동별곡
- 속미인곡